# ムービーアイ・エンタテインメント
ムービーアイ・エンタテインメント株式会社は、かつて存在した日本の映画会社。映画の製作・配給・宣伝や版権の管理を行っていた。

## 沿革
- 2000年4月19日、オメガ・エンタテインメント株式会社として設立。
- 2000年7月20日、映画情報雑誌『ムービーアイ・ドットコム（movie-eye.com）を創刊。同年9月20日にはソニーコミュニケーションネットワーク（現・ソニーネットワークコミュニケーションズ）と共同で同名の映画情報サイトの運営を開始。
- 2000年12月16日、KUZUIエンタープライズと共同配給した『ヤンヤン 夏の想い出』が劇場公開される。
- 2000年12月26日、電通、テンカラットと共同で市川準監督映画『東京マリーゴールド』の製作を発表。
- 2001年3月7日、映画情報サイトシネマカフェを運営するカフェグルーヴと映画宣伝の分野で業務提携し、『クリムゾン・リバー』などの宣伝を共同で行う。
- 2002年4月25日、社名を変更し、上海市に中国事務所を開設。
- 2003年3月25日、松竹らと共同で日中合作映画『最後の恋, 初めての恋』の製作を発表。
- 2003年7月14日、アミューズメントメディア総合学院とIMAGICAの引き受けにより第三者割当増資を実施。同時にギャガ・コミュニケーションズの副社長だった唯敷和彦が社長に就任し、前任の牛山拓二は副社長となる（後に退社し、現在アドウェイズ・エンタテインメント取締役）。
- 2004年9月20日、中国事務所を北京市に移転。
- 2007年3月、クロックワークス、ザナドゥーとともにJDC信託による信託商品「シネマ信託〜買付者ファンド第1号〜」の組成に合意。
- 2007年6月1日、中国事務所を閉鎖。
- 2008年7月、2003年より行っていたアーティストマネジメント事業を撤廃。それまで所属していたアーティストはそれぞれ別の事務所に移籍している。
- 2008年3月、ムービーアイ・メディアのレーベルでホームビデオ事業に参入。
- 2009年8月4日、債権者291名に対して42億8984万円の負債を抱え破産手続きを開始。同年に公開が決まっていた配給作品『8月のシンフォニー -渋谷2002〜2003』と『のんちゃんのり弁』はそれぞれ別会社が配給業務を引き継ぎ、予定通り公開された。

## 製作・配給作品
| - 2000年『ヤンヤン 夏の想い出』（配給） - 2001年『異邦人たち』（配給） - 2001年『アリーテ姫』（配給） - 2001年『東京マリーゴールド』（製作・配給） - 2003年『藍色夏恋』（配給） - 2003年『最後の恋, 初めての恋』（製作） - 2004年『エージェント・コーディ』（配給） - 2005年『スパイダー・フォレスト/懺悔』（配給） - 2005年『ミリオンダラー・ベイビー』（配給） - 2005年『オープン・ウォーター』（配給） - 2005年『HINOKIO』（製作） - 2005年『青空のゆくえ』（製作・配給） - 2005年『about love アバウト・ラブ/関於愛』（製作・配給） - 2005年『そして、ひと粒のひかり』（配給） - 2006年『クラッシュ』（配給） - 2006年『ヒストリー・オブ・バイオレンス』（配給） - 2006年『ウォ・アイ・ニー』（配給） - 2006年『隠された記憶』（配給） - 2006年『BLACK NIGHT』（製作・配給） - 2006年『愛と死の間で』（配給） - 2006年『夜のピクニック』（製作・配給） - 2006年『スネーク・フライト』（配給） - 2006年『unknown/アンノウン』（配給） - 2006年『人生は、奇跡の詩』（配給） - 2006年『雨音にきみを想う』（配給） - 2006年『秘密のかけら』（配給） - 2007年『悪夢探偵』（製作・配給） - 2007年『ボビー』（配給） - 2007年『今宵、フィッツジェラルド劇場で』（配給） - 2007年『ポイント45』（配給） | - 2007年『輝ける女たち』（配給） - 2007年『封印殺人映画』（配給） - 2007年『アドレナリン』（配給） - 2007年『童貞ペンギン』（配給） - 2007年『リトル・チルドレン』（配給） - 2007年『消えた天使』（配給） - 2007年『夜の上海』（製作・配給） - 2007年『ヒッチャー』（配給） - 2007年『エディット・ピアフ〜愛の讃歌〜』（配給） - 2008年『レンブラントの夜警』（配給） - 2008年『フィクサー』（配給） - 2008年『P2』（配給） - 2008年『シューテム・アップ』（配給） - 2008年『告発のとき』（配給） - 2008年『純喫茶磯辺』（製作・配給） - 2008年『闘茶〜Tea Fight〜』（製作・配給） - 2008年『デイ・オブ・ザ・デッド』（配給） - 2008年『落下の王国』（配給） - 2008年『P.S. アイラヴユー』（配給） - 2008年『アイズ』（配給） - 2008年『1408号室』（配給） - 2008年『バンク・ジョブ』（配給） - 2008年『ピョコタン・プロファイル』（配給） - 2008年『悪夢探偵2』（製作・配給） - 2008年『アンダーカヴァー』（配給） - 2009年『ヘルライド』（配給） - 2009年『エレジー』（配給） - 2009年『雷神-RAIJIN-』（配給） - 2009年『テラー トレイン』（配給） - 2009年『バーダー・マインホフ 理想の果てに（配給） |